# Botafogo Foot-Ball Club
O Botafogo Foot-Ball Club' foi um clube brasileiro de futebol, da cidade de Fortaleza, capital do estado de Ceará  formado por alunos do Colégio Militar.
Disputou o Campeonato Cearense de Futebol de 1921, 1922 e 1923.

## Participações no Campeonato Cearense da Primeira Divisão
| Ano  | Posição |
| 1921 | 3º      |
| 1922 | 4º      |
| 1923 | 8º      |